# Sing Sing (película de 2023)
Sing Sing es una película dramática estadounidense de 2023 dirigida por Greg Kwedar, quien coescribió el guion con Clint Bentley. Basada en el programa real de rehabilitación a través de las artes en la prisión de máxima seguridad de Sing Sing, la película se centra en un grupo de reclusos involucrados en la creación de espectáculos teatrales a través del programa. Está protagonizada por los actores Colman Domingo y Paul Raci, junto con muchos hombres ex encarcelados de la vida real que fueron exalumnos del programa durante su encarcelamiento, incluidos Clarence "Divine Eye" Maclin y Sean San José.
La película se estrenó en el programa de presentaciones especiales del Festival Internacional de Cine de Toronto 2023. La película fue estrenada por A24 en los Estados Unidos el 12 de julio de 2024.

## Premisa
Un pequeño grupo de prisioneros dentro del Centro Correccional Sing Sing, una de las prisiones de máxima seguridad más infames del mundo, intenta montar su propia producción original, "Breakin' The Mummy's Code".

## Elenco
- Colman Domingo como John "Divine G" Whitfield
- Clarence "Divine Eye" Maclin como él mismo
- Sean San José como Mike Mike
- Paul Raci como Brent Buell
- David "Dap" Giraudy
- Patrick "Preme" Griffin
- Jon-Adrian Velázquez como Blaze
- Sean "Dino" Johnson

## Estreno
La película se estrenó en el programa de Presentaciones Especiales del Festival Internacional de Cine de Toronto de 2023, donde fue recogida por A24.
La película se estrenó en los Estados Unidos en salas limitadas el 12 de julio de 2024, seguido de un estreno amplio el 2 de agosto.

## Recepción
En el sitio web de recopilación de reseñas Rotten Tomatoes, el 96% de las reseñas de 27 críticos son positivas, con una calificación promedio de 9,3/10.